# INTERCAL

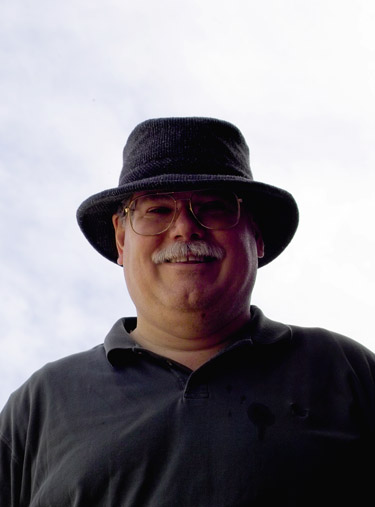
«Джимбо» (Джеймс) Лайон, один из авторов INTERCAL

INTERCAL — один из старейших эзотерических языков программирования. Был создан в 1972 году студентами Доном Вудсом и Джеймсом Лайоном как пародия на существующие языки программирования и как «гимнастика для ума»; как утверждают создатели, его название означает «язык программирования с непроизносимой аббревиатурой» (англ. Compiler Language With No Pronounceable Acronym).
Принципиально отличается от академических и практических языков программирования, многие стандартные операции в нём оказываются нетривиальными, например, простейшим способом присвоить переменной значение 65536 является конструкция: DO :1 <- #0$#256. Авторы насытили язык парадоксальными операторами, такими как COME FROM, FORGET и даже PLEASE ABSTAIN FROM CALCULATING («пожалуйста, воздержись от вычислений»). Даже для символов были созданы специальные имена, например, кавычки " и знак равенства = называются соответственно «кроличьи уши» и «полрешётки» (имеется в виду половина знака #).
Несмотря на всю экзотичность, INTERCAL является полным по Тьюрингу, то есть на нём можно выразить всё, что и на обычном языке программирования.
Парадоксальные задумки INTERCAL послужили идейной основой при создании последовавших за ним ещё более изощрённых эзотерических языков, таких как Befunge, Brainfuck, Malbolge, Unlambda.